# بنوم بنه
بنوم بنه هي عاصمة كمبوديا وأكبر مدنها من حيث عدد السكان، أصبحت العاصمة الوطنية منذ عام 1865، ونمت لتصبح المدينة الرئيسية في البلاد ومركزها السياسي والاقتصادي والصناعي والثقافي. يعود اسم المدينة إلى معبد بوذي يُدعى "وات بنوم" وإلى السيدة "بنه" التي تُعتبر مؤسسة المدينة. تقع بنوم بنه عند التقاء نهري تونلي ساب ومِكونغ، كما تنطلق منها مياه نهر باساك. وتُعد أيضًا مقرًا للملكية الكمبودية في القصر الملكي.
تأسست المدينة عام 1372، وخلفت "أنغكور ثوم" كعاصمة وطنية في عام 1434 بعد سقوط أنغكور، وبقيت كذلك حتى عام 1497. واستعادت وضعها كعاصمة خلال الحقبة الاستعمارية الفرنسية. شهدت فترة من الاستثمارات والتحديث في فترة استقلال كمبوديا، واكتسبت لقب "لؤلؤة آسيا" بسبب طرازها المعماري الذي يمزج بين الطراز الفرنسي الاستعماري والنمط الخميري الجديد والفن الزخرفي.
تضخّم عدد سكان المدينة في ستينيات وسبعينيات القرن العشرين نتيجة تدفق اللاجئين الفارين من الحرب الأهلية والقصف الأمريكي خلال حرب فيتنام. وفي عام 1975، تم إجلاء كامل سكان بنوم بنه قسرًا من قبل نظام الخمير الحمر، وتعرضوا للاضطهاد والعمل القسري والإبادة الجماعية. بقيت المدينة شبه خالية خلال فترة "كمبوتشيا الديمقراطية"، إلى أن دخلتها قوات مدعومة من فيتنام في عام 1979. أُعيد إعمار المدينة وتحسين بنيتها التحتية في العصر الحديث بدعم من الاستثمارات والمساعدات الدولية. وبحلول عام 2019، بلغ عدد سكانها أكثر من مليوني نسمة، أي ما يعادل نحو 14% من سكان كمبوديا.
تشمل منطقة "بنوم بنه الكبرى" مدينة "تا خماو" المجاورة وبعض مقاطعات إقليم "كاندال". وقد كانت المدينة في السابق مركزًا صناعيًا لمعالجة المنسوجات والأدوية وتصنيع الآلات وطحن الأرز. كما تضم العديد من المدارس والجامعات البارزة، وأسهمت مؤسساتها الثقافية وفعالياتها في جعلها مركزًا للسياحة الداخلية والدولية.
استضافت بنوم بنه العديد من الفعاليات الإقليمية والدولية البارزة، من بينها قمم رابطة دول جنوب شرق آسيا (آسيان) أعوام 2002 و2012 و2022، ودورة ألعاب جنوب شرق آسيا الثانية والثلاثين، ودورة ألعاب آسيان البارالمبية الثانية عشرة. وستكون بنوم بنه أول مدينة كمبودية وثاني مدينة في جنوب شرق آسيا تستضيف دورة الألعاب الآسيوية للشباب في عام 2029.

## التاريخ

بنوم بنه من الشرق رسمت في عام 1887

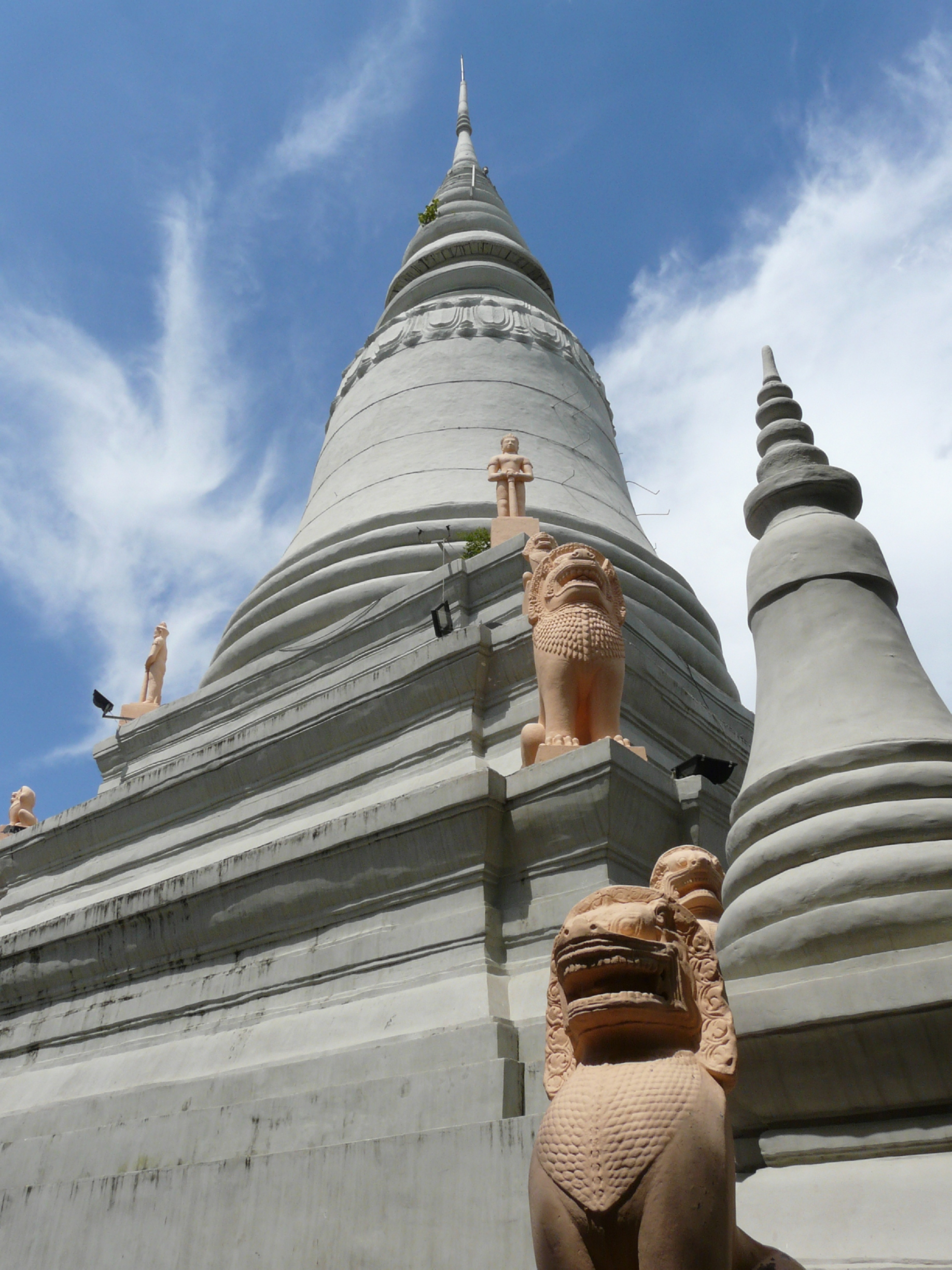
ستوبا الملك بونهيا يات على قمة وات بنوم

يُعتقد أن الاستيطان الأولي في بنوم بنه قد تم تأسيسه منذ القرن الخامس الميلادي، وفقًا لاكتشاف موقع فرن قديم في بلدية تشويونغ إيك بمنطقة دانجكاو، الجزء الجنوبي من وسط بنوم بنه في أوائل العقد الأول من القرن الحادي والعشرين. كان موقع تشويونغ إيك الأثري أحد أكبر مراكز صناعة الفخار في كمبوديا وأقدم مواقع الأفران المعروفة في جنوب شرق آسيا لإنتاج الأوعية الاحتفالية المعروفة باسم كيندي من القرن الخامس إلى القرن الثالث عشر. ذكر علماء الآثار أن مجتمعًا كبيرًا محاط بهيكل ترابي دائري يبلغ قطره 740 مترًا وارتفاعه 4 أمتار، بُني في القرن الحادي عشر. بالإضافة إلى ذلك، توجد بقايا من البنية التحتية الأخرى للقرية القديمة ونظام الري والنقوش وشيفا لينجام بالإضافة إلى أساس معبد قديم من الطوب وبقاياه المزخرفة التي يعود تاريخها إلى عصر فونان.
تروي أسطورة إنشاء مدينة بنوم بن قصة امرأة كبيرة العمر من السكان المحليين تُدعى بن، تعيش في مدينة شاكتموك (والتي عُرفت باسم بنوم بن لاحقاً). كان ذلك في أواخر القرن الرابع عشر الميلادي بينما كانت عاصمة الخمير هي أنغكور والتي تقع قرب مدينة سيام ريب إلى الغرب بحوالي 350 كم. وبينما تجمع هذه المرأة الحطب على ضفة النّهر لمحت شجيرة كوكي طافية على وجه الماء فانتشلتها من الماء لتجد بداخلها أربعة تماثيل لبوذا وتمثال واحد لفيشنو (يختلف عدد التماثيل باختلاف الروايات).
تمّ أعتبار هذا الاكتشاف على أنّه نبوءة إلهيّة بأنّ عاصمة الخمير يجب أن تتحوّل إلى بنوم بن بدلاً من أنغكور.
حيث أنّ هذه التماثيل تعتبر مقدّسة عند الخميريين، فإنّ المرأة عملت على وضعها بمكان يليق حيث قامت المرأة بعمل تلّة صغيرة من الرّمال على الضفّة الغربيّة لنهر تونلي ساب وأقامت عليها معبداً يُعرف الآن باسم «وات نوم» على الحافة الشمالية من وسط بنوم بن.
«بنوم» تعني باللغة الخميرية «التلّة». و«بن» مأخوذة من اسم السيدة التي انشأت التلّة والمعبد. فاسم «بنوم بن» تعني بالخميرية «تلة بن» نسبة إلى المرأة التي أقامت التلّة والمعبد.

## جغرافيا

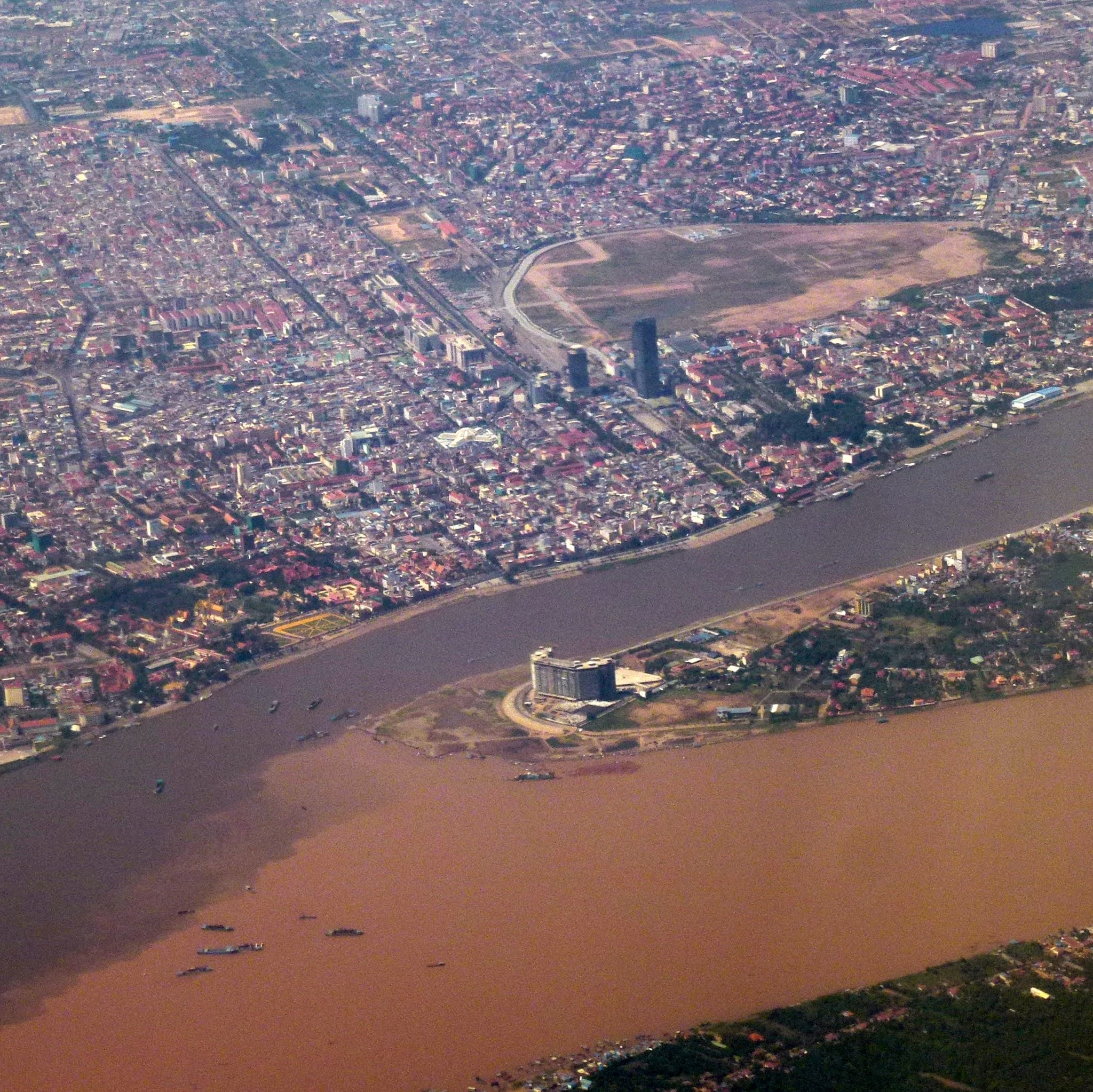
منظر لمدينة بنوم بنه من الأعلى، يظهر التقاء نهر تونلي ساب ونهر ميكونج، وبحيرة بوينج كاك المملوءة.

تقع مدينة بنوم بنه في المنطقة الجنوبية الوسطى من كمبوديا، وهي محاطة بالكامل بمحافظة كاندال. تقع البلدية على ضفاف أنهار تونلي ساب وميكونغ وباساك. توفر هذه الأنهار المياه العذبة والموارد الطبيعية الأخرى للمدينة. تتكون بنوم بنه والمناطق المحيطة بها من منطقة سهل فيضي نموذجية لكمبوديا. وعلى الرغم من أن بنوم بنه تقع على ارتفاع 11.89 مترًا (39 قدمًا) فوق النهر، فإن فيضانات موسم الرياح الموسمية تمثل مشكلة، وفي بعض الأحيان يفيض النهر على ضفافه. تم ردم بحيرة بوينج كاك ، أكبر بحيرة للمياه العذبة في بنوم بنه، بشكل مثير للجدل في عام 2010 لإفساح المجال لتطوير العقارات.
تعد الزراعة القطاع الأهم في الاقتصاد الكمبودي، حيث يعتمد عليها حوالي 59 ٪ من السكان في معيشتهم (الأرز هو المحصول الرئيسي).
في عام 2005، تم العثور على مكامن النفط والغاز الطبيعي تحت المياه الإقليمية لكمبوديا، الأمر الذي يتوقع أن يكون له تأثير كبير في دفع الاقتصاد الكمبودي مع بدء الاستغلال التجاري للنفط المستخرج عام 2011.

### المناخ
بنوم بنه لديها مناخ استوائي رطب والجاف. المناخ الحار على مدار السنة مع وجود اختلافات طفيفة فقط. وتتراوح درجات الحرارة عادة بين 22 ° إلى 35 °C (71.6 ° إلى 95 °F) والطقس رهنا الاستوائية الرياح الموسمية. الرياح الموسمية الجنوبية الغربية تهب رياح جلب الداخلية للرطوبة لادن من خليج تايلند والمحيط الهندي من مايو إلى أكتوبر. الرياح الموسمية الشمالية الشرقية سياحيين في موسم الجفاف، الذي يستمر من نوفمبر إلى مارس. المدينة تشهد أعنف من هطول سبتمبر.-أكتوبر. مع جفافا فترة في يناير كانون الثاني وفبراير شباط.
المدينة اثنين من فصول متميزة. موسم الأمطار الذي يمتد من مايو إلى أكتوبر، يرى ارتفاع درجات الحرارة يرافقه ارتفاع نسبة الرطوبة. موسم الجفاف يستمر من نوفمبر إلى أبريل عندما تكون درجات الحرارة قد تنخفض إلى 22 °C (72 °F). لكن درجات الحرارة يمكن أن تصل إلى 40 درجة مئوية (104 درجة فهرنهايت) في أبريل نيسان. أفضل الشهور لزيارة المدينة هي نوفمبر-فبراير عندما تكون درجات الحرارة والرطوبة وهطول الأمطار أقل.
| البيانات المناخية لـدرجات الحرارة: 1988-2013، درجات الحرارة القصوى: 1906-2013 | البيانات المناخية لـدرجات الحرارة: 1988-2013، درجات الحرارة القصوى: 1906-2013 | البيانات المناخية لـدرجات الحرارة: 1988-2013، درجات الحرارة القصوى: 1906-2013 | البيانات المناخية لـدرجات الحرارة: 1988-2013، درجات الحرارة القصوى: 1906-2013 | البيانات المناخية لـدرجات الحرارة: 1988-2013، درجات الحرارة القصوى: 1906-2013 | البيانات المناخية لـدرجات الحرارة: 1988-2013، درجات الحرارة القصوى: 1906-2013 | البيانات المناخية لـدرجات الحرارة: 1988-2013، درجات الحرارة القصوى: 1906-2013 | البيانات المناخية لـدرجات الحرارة: 1988-2013، درجات الحرارة القصوى: 1906-2013 | البيانات المناخية لـدرجات الحرارة: 1988-2013، درجات الحرارة القصوى: 1906-2013 | البيانات المناخية لـدرجات الحرارة: 1988-2013، درجات الحرارة القصوى: 1906-2013 | البيانات المناخية لـدرجات الحرارة: 1988-2013، درجات الحرارة القصوى: 1906-2013 | البيانات المناخية لـدرجات الحرارة: 1988-2013، درجات الحرارة القصوى: 1906-2013 | البيانات المناخية لـدرجات الحرارة: 1988-2013، درجات الحرارة القصوى: 1906-2013 | البيانات المناخية لـدرجات الحرارة: 1988-2013، درجات الحرارة القصوى: 1906-2013 |
| الشهر                                                                         | يناير                                                                         | فبراير                                                                        | مارس                                                                          | أبريل                                                                         | مايو                                                                          | يونيو                                                                         | يوليو                                                                         | أغسطس                                                                         | سبتمبر                                                                        | أكتوبر                                                                        | نوفمبر                                                                        | ديسمبر                                                                        | المعدل السنوي                                                                 |
| ----------------------------------------------------------------------------- | ----------------------------------------------------------------------------- | ----------------------------------------------------------------------------- | ----------------------------------------------------------------------------- | ----------------------------------------------------------------------------- | ----------------------------------------------------------------------------- | ----------------------------------------------------------------------------- | ----------------------------------------------------------------------------- | ----------------------------------------------------------------------------- | ----------------------------------------------------------------------------- | ----------------------------------------------------------------------------- | ----------------------------------------------------------------------------- | ----------------------------------------------------------------------------- | ----------------------------------------------------------------------------- |
| الدرجة القصوى °م (°ف)                                                         | 36.1 (97.0)                                                                   | 38.1 (100.6)                                                                  | 40.0 (104.0)                                                                  | 40.5 (104.9)                                                                  | 40.0 (104.0)                                                                  | 39.2 (102.6)                                                                  | 37.2 (99.0)                                                                   | 37.8 (100.0)                                                                  | 35.5 (95.9)                                                                   | 36.1 (97.0)                                                                   | 34.4 (93.9)                                                                   | 37.2 (99.0)                                                                   | 40.5 (104.9)                                                                  |
| متوسط درجة الحرارة الكبرى °م (°ف)                                             | 31.6 (88.9)                                                                   | 33.2 (91.8)                                                                   | 34.6 (94.3)                                                                   | 35.3 (95.5)                                                                   | 34.8 (94.6)                                                                   | 33.8 (92.8)                                                                   | 32.9 (91.2)                                                                   | 32.7 (90.9)                                                                   | 32.2 (90.0)                                                                   | 31.4 (88.5)                                                                   | 31.1 (88.0)                                                                   | 30.8 (87.4)                                                                   | 32.9 (91.2)                                                                   |
| المتوسط اليومي °م (°ف)                                                        | 26.6 (79.9)                                                                   | 28.0 (82.4)                                                                   | 29.4 (84.9)                                                                   | 30.2 (86.4)                                                                   | 30.0 (86.0)                                                                   | 29.2 (84.6)                                                                   | 28.7 (83.7)                                                                   | 28.5 (83.3)                                                                   | 28.2 (82.8)                                                                   | 27.2 (81.0)                                                                   | 27.1 (80.8)                                                                   | 26.3 (79.3)                                                                   | 28.3 (82.9)                                                                   |
| متوسط درجة الحرارة الصغرى °م (°ف)                                             | 21.8 (71.2)                                                                   | 22.8 (73.0)                                                                   | 24.3 (75.7)                                                                   | 25.5 (77.9)                                                                   | 25.6 (78.1)                                                                   | 24.9 (76.8)                                                                   | 24.8 (76.6)                                                                   | 24.6 (76.3)                                                                   | 24.4 (75.9)                                                                   | 24.2 (75.6)                                                                   | 23.2 (73.8)                                                                   | 21.9 (71.4)                                                                   | 24.0 (75.2)                                                                   |
| أدنى درجة حرارة °م (°ف)                                                       | 12.8 (55.0)                                                                   | 15.2 (59.4)                                                                   | 19.0 (66.2)                                                                   | 17.8 (64.0)                                                                   | 20.6 (69.1)                                                                   | 21.2 (70.2)                                                                   | 20.1 (68.2)                                                                   | 20.0 (68.0)                                                                   | 21.1 (70.0)                                                                   | 17.2 (63.0)                                                                   | 16.7 (62.1)                                                                   | 14.4 (57.9)                                                                   | 12.8 (55.0)                                                                   |
| الهطول مم (إنش)                                                               | 12.1 (0.48)                                                                   | 6.6 (0.26)                                                                    | 34.8 (1.37)                                                                   | 78.8 (3.10)                                                                   | 118.2 (4.65)                                                                  | 145.0 (5.71)                                                                  | 162.1 (6.38)                                                                  | 182.7 (7.19)                                                                  | 270.9 (10.67)                                                                 | 248.1 (9.77)                                                                  | 120.5 (4.74)                                                                  | 32.1 (1.26)                                                                   | 1٬411٫9 (55.58)                                                               |
| متوسط الأيام الممطرة (≥ 0.1 mm)                                               | 1.2                                                                           | 1.1                                                                           | 3.4                                                                           | 6.8                                                                           | 15.9                                                                          | 17.0                                                                          | 18.1                                                                          | 18.3                                                                          | 21.5                                                                          | 19.3                                                                          | 10.2                                                                          | 4.5                                                                           | 137.3                                                                         |
| متوسط الرطوبة النسبية (%)                                                     | 73                                                                            | 71                                                                            | 71                                                                            | 73                                                                            | 77                                                                            | 78                                                                            | 80                                                                            | 81                                                                            | 84                                                                            | 84                                                                            | 78                                                                            | 73                                                                            | 77                                                                            |
| ساعات سطوع الشمس الشهرية                                                      | 260                                                                           | 226                                                                           | 267                                                                           | 240                                                                           | 202                                                                           | 192                                                                           | 143                                                                           | 174                                                                           | 129                                                                           | 202                                                                           | 213                                                                           | 242                                                                           | 2٬490                                                                         |
| المصدر #1: الأرصاد الجوية الألمانية                                           |                                                                               |                                                                               |                                                                               |                                                                               |                                                                               |                                                                               |                                                                               |                                                                               |                                                                               |                                                                               |                                                                               |                                                                               |                                                                               |
| المصدر #2: المعهد الدنماركي للأرصاد الجوية (الشمس, 1931–1960)                 |                                                                               |                                                                               |                                                                               |                                                                               |                                                                               |                                                                               |                                                                               |                                                                               |                                                                               |                                                                               |                                                                               |                                                                               |                                                                               |

## التعداد السكاني
اعتبارًا من عام 2019، بلغ عدد سكان بنوم بنه 2,129,371 نسمة، بكثافة سكانية إجمالية بلغت 3,136 نسمة لكل كيلومتر مربع، في مساحة مدينة تبلغ 679 كيلومترًا مربعًا (262 ميلًا مربعًا). معدل النمو السكاني للمدينة هو 3.92٪. نمت منطقة المدينة أربعة أضعاف منذ عام 1979، وسوف تستمر منطقة مترو لتوسيع من أجل دعم النمو السكاني واقتصاد المدينة.
أظهر مسح أجراه المعهد الوطني للإحصاء في كمبوديا في عام 2017 أن 95.3% من السكان في بنوم بنه هم من من الكمبوديين (أو الخمير)، و4% من التشام، و0.7% من آخرين، معظمهم من الصينيين والفيتناميون ومجموعات عرقية صغيرة أخرى مثل التايلانديون، وبودونغ، ومونغ بريه، وكوي، وتشونغ.
الدين في المدينة هو الديانة البوذية، إذ أن أكثر من 90٪ من سكان بنوم بن بوذيون. يوجد أقلية من المسلمين، كما كان هناك أيضاً ازدياد في ممارسة المسيحية التي كانت قليلة جداً. أما اللغة الرسمية فهي اللغة الخميرية، ولكن تستخدم اللغتين الإنجليزية والفرنسية على نطاق واسع في المدينة.

## القطاع الاقتصادي
تعد الزراعة القطاع الأهم في الاقتصاد الكمبودي، حيث يعتمد عليها حوالي 59 ٪ من السكان في معيشتهم (الأرز هو المحصول الرئيسي).
في عام 2005، تم العثور على مكامن النفط والغاز الطبيعي تحت المياه الإقليمية لكمبوديا، الأمر الذي يتوقع أن يكون له تأثير كبير في دفع الاقتصاد الكمبودي مع بدء الاستغلال التجاري للنفط المستخرج عام 2011.

## القطاع الثقافي
المتحفان الأكثر زيارة في المدينة هما المتحف الوطني، الذي يعد متحفاً تاريخياً وأثرياً، ومتحف تول سلينغ للإبادة الجماعية.
مهرجان الماء في نوفمبر
هو أكبر مهرجان سنوي في بنوم بن.
في الثاني والعشرين من نوفمبر في عام 2010 توفي 348 على الأقل في جسر الفرار أثناء المهرجان.

## وصلات خارجية
- الموقع الرسمي للمدينة